# Жан де Карруж
Жан де Карруж (фр. Jean de Carrouges, бл. 1330, Карруж , Нормандія — 25 вересня 1396, Нікополь) — французький лицар, фамільний замок якого, шато де Карруж, знаходився в департаменті Орн в Нормандії. Васал графа Алансона П'єра II. Відомий як учасник судового поєдинку з Жаком Ле Грі.
Брав участь у кампаніях адмірала Жана де В'єна проти англійців у ході Столітньої війни та проти Османської імперії. Після повернення його дружина Маргарита звинуватила Жака Ле Грі, зброєносця та камергера графа Алансона, у зґвалтуванні. Детальні записи про судову справу залишив адвокат Жака ле Ґріса Жан Ле Кок (Jean Le Coq). З дозволу короля Франції та Паризького парламенту судовий поєдинок було призначено на 1386 рік. Він відбувся на території монастиря в Парижі відразу після Різдва 1386 року в присутності публіки, серед яких знаходилися королівська родина і сам король Карл VI, а також відомий історик Жан Фруассар. Крім твору останнього, поєдинок описаний у «Великих французьких хроніках». У поєдинку Ле Грі був убитий.
Після двобою Жан де Карруж служив в охороні короля при дворі в Парижі.
Загинув у битві з турками при Нікополі 25 вересня 1396 року.
У 1386 Маргарита народила сина Робера (Robert de Carrouges, 1386—1424). Робер воював у Столітній війні спочатку за англійців, потім за французів. Англійський король Генріх IV конфіскував у нього родинні володіння. Убитий у битві при Вернеї 17 серпня 1424.
У 2004 році була опублікована книга The Last Duel: A True Story of Trial by Combat in Medieval France (Остання дуель) професора середньовічної англійської словесності Каліфорнійського університету в Лос-Анджелесі Еріка Джегера. Восени 2021 року вийшла однойменна екранізація режисера Рідлі Скотта. Роль Карружа виконав Метт Деймон.